# WWE Superstars
WWE Superstars fue un programa de televisión de lucha libre profesional producido por la WWE que originalmente se emitió en WGN America en los Estados Unidos y se transmite en la web de la WWE. Se estrenó el 16 de abril de 2009 y terminó su difusión nacional el 7 de abril de 2011. Después de las transmisiones de televisión, se trasladó a un formato de difusión de Internet. El show contaba con superestrellas y divas de mediano-bajo protagonismo en la WWE.

## Producción
El último tema musical de WWE Superstars fue "New Day Coming" por CFO$ y Todd Clark, que sustituyó a "Invincible" de Adelitas Way el 17 de mayo de 2013. WWE Superstars utilizaba la misma entrada de WWE RAW. Las luchas que se establecían para el show se grababan el lunes en la noche antes de la transmisión de WWE RAW pero se transmitían los viernes. Los últimos comentaristas de Superstars fueron Corey Graves y Byron Saxton.
Entre Carlos Cabrera, Hugo Savinovich, Marcelo Rodríguez y Jerry Soto se encargaban de la transmisión en español. Continuamente cambiaban la pareja de comentaristas.

## Historia del Show
El 19 de diciembre de 2008, la WWE y WGN América anunciaron un acuerdo para crear una nueva serie, show llamado WWE Superstars que debutó en abril de 2009. El espectáculo cuenta con luchadores de todas las marcas de la WWE. A principios de 2009, WGN emitió un comunicado de prensa promocionando la serie y reveló el horario para su debut. WWE Superstars se emitió el jueves 16 de abril por la noche a las 8:00 PM hora del Este / 7:00 PM hora Centro. El 17 de marzo de 2011, WGN America anunció que no iban a renovar sus derechos de emisiones nacionales a WWE Superstars y el último episodio que se transmitiría se mostró el 7 de abril de 2011. Rumores en línea indicaron que el canal no renovó la serie, ya que no cumplió con sus expectativas. El sitio web de la WWE transmitió el espectáculo desde el 14 de abril hasta el 22 de septiembre de 2011 y nuevamente del 6 de octubre de 2011 al 13 de septiembre de 2012. El show fue transmitido hasta el 25 de noviembre del 2016 contando con 498 episodios. Las razones de su cancelación fueron sus bajos índices de audiencia y el enfoque mayor al programa emitido por WWE Network: 205 Live.

## Canal original
- WGN America (2009 – 2011)
- WWE.com (2011 – 2012)
- Hulu Plus (2012 – 2016)
- WWE Network (2014 – 2016)
- Internacionalmente Sindicado (2009 – 2016)

(Cancelación: noviembre de 2016)

## Transmisiones internacionales
Además de su emisión en los Estados Unidos en WWE Network, WWE Superstars también se difundió a nivel internacional.
| Country                  | Network                  | Ref           |
| ------------------------ | ------------------------ | ------------- |
| Arab World               | AD Sport 6 HD            | [ 1 ]         |
| Argentina                | América TV               |               |
| Australia                | Fox8                     |               |
| Brasil                   | FX Brazil                | [ 2 ]         |
| Bulgaria                 | bTV Sports               | [ 3 ] [ 4 ]   |
| Canadá                   | WWE Network (Canada)     |               |
| Dominican Republic       | Antena 7                 |               |
| France                   | RTL9                     | [ 5 ] [ 6 ]   |
| India                    | TEN Sports TEN HD        | [ 7 ] [ 8 ]   |
| Italy                    | Sky Sport 2              | [ 9 ] [ 10 ]  |
| Japan                    | J SPORTS                 | [ 11 ]        |
| Malaysia                 | Astro Super Sport TV9    | [ 12 ]        |
| México                   | MVS (52MX y MC)          | [ 13 ]        |
| Pakistán                 | TEN Sports               | [ 14 ]        |
| Panamá                   | RPC Canal 4              | [ 15 ]        |
| Paraguay                 | Red Guaraní              |               |
| Philippines              | Fox Sports Asia          | [ 16 ]        |
| Puerto Rico              | Telemundo                | [ 17 ]        |
| Perú                     | Frecuencia Latina        | [ 18 ]        |
| Romania                  | Sport.ro                 | [ 19 ]        |
| Singapur                 | SuperSports Plus         | [ 20 ] [ 21 ] |
| South Africa             | e.tv                     | [ 20 ] [ 21 ] |
| United Kingdom & Ireland | Sky 1 Sky 2 Sky Sports 3 | [ 22 ]        |